# Wapen van Zuid-Beijerland

Wapen van Zuid-Beijerland volgens de Hoge Raad van Adel

Het wapen van Zuid-Beijerland werd op 24 juli 1816 door de Hoge Raad van Adel aan de gemeente Zuid-Beijerland in gebruik bevestigd. Op 1 januari 1984 werd Zuid-Beijerland onderdeel van de nieuwe gemeente Korendijk. Het wapen van Zuid-Beijerland is daardoor komen te vervallen.

## Blazoenering
De blazoenering van het wapen luidde als volgt:
Gelozanjeerd van lazuur en goud. Het schild gedekt met een kroon van goud met 3 fleurons, alles van goud, en vastgehouden door 2 klimmende leeuwen in hunne natuurlijke verwen.
De heraldische kleuren in het wapen zijn lazuur (blauw) en goud (geel). Het schild is gedekt met een gravenkroon. Als schildhouders fungeren twee klimmende leeuwen van natuurlijke kleur.

## Geschiedenis
Het wapen is afgeleid van het wapen van Beieren, dat in plaats van goud zilver heeft, zoals ook het wapen van Nieuw-Beijerland heeft. Het gebied waarin Zuid-Beijerland is gelegen is in 1557 bedijkt door Lamoraal van Egmont, die het ontstane land noemde naar zijn vrouw, Sabina van Beieren. Dit gebied omvat ook de plaatsen Oud- en Nieuw-Beijerland. Van Ollefen noemt in 1793 als heerlijkheidswapen voor Zuid-Beijerland hetzelfde wapen als voor Nieuw-Beijerland.

## Verwante wapens

Het oude stamwapen van Beieren
Het wapen van Oud-Beijerland
Het wapen van Nieuw-Beijerland
Het wapen van Korendijk
Het wapen van Woerden